# Alto de Leirillina
El Leirillina es una montaña ubicada en el suroeste de provincia de León en la comarca de La Cabrera. Su altitud es de 1519 m, y forma parte del macizo Galaico-Leonés.